# ジョージ・レズリー (初代ロシズ伯爵)
初代ロシズ伯爵ジョージ・レズリー（英語: George Leslie, 1st Earl of Rothes PC、1417年ごろ? – 1489年8月31日と1490年5月24日の間）は、スコットランド貴族。

## 生涯
ノーマン・レズリー（Norman Leslie、1440年2月ごろ没）と妻クリスチャン（Christian、旧姓セトン（Seton）、サー・ジョン・セトンの娘）の一人息子として、1417年ごろに生まれた。1440年2月3日、父のインナージェリー（Innergellie）での領地の継承者として認定を受けた。1442年7月22日、父の庶子ジョンにマー伯爵領におけるFoulis-Mowatの領地を与えた。
スコットランド王ジェームズ2世の幼少期、おそらく1445年にリーヴェンのレズリー卿に叙された。ロード・オブ・パーラメントに叙された証拠として、1448年にスコットランド王により発行された2つの認可状（いずれも現存）でレズリー卿の称号を使用したことが確認されている。1457年11月5日にスコットランド枢密院で第2代アースキン卿トマス・アースキンによるマー伯爵位継承の主張が却下されたとき、レズリー卿はその決定を下した顧問官の1人だった。これによりマー伯爵領が王領になり、ジェームズ2世はレズリー卿がそれまで自身を支持したこともあって、1458年3月20日/21日にレズリー卿をロシズ伯爵に叙した。伯爵への叙爵にはロシズ伯爵がスコットランド北東部での国王支持派として初代ケイスネス伯爵ウィリアム・シンクレア、第5代クロフォード伯爵デイヴィッド・リンジー、初代ハントリー伯爵アレクサンダー・ゴードンらの対抗勢力になるという期待があった。
伯爵への叙爵以降、ロシズ伯爵の活動は控え目になったが、1467年10月から1481年4月まで度々スコットランド王国議会に登院し、ジェームズ4世が即位した後に議会がはじめて招集された1488年10月にも登院した。
1489年8月31日と1490年5月24日の間に没、息子アンドルーに先立たれたため孫ジョージが爵位を継承した。

## 家族
1435年ごろ、マーガレット・ランディン（Margaret Lundin、ジョン・ランディンの娘）と結婚、1女をもうけた。
- マーガレット（1488年以降没） - 1458年7月10日ごろにウィリアム・レズリー（William Leslie、アレクサンダー・レズリーの息子）と婚約したとされるが、2人が結婚したは不明である[1]。その後、マーガレットはアレクサンダー・カミング（Alexander Cumming）と結婚した[1]

1440年ごろにクリスチャン・レズリー（Christian Leslie、ウォルター・ハリバートンの娘、アレクサンダー・レズリーの未亡人）と再婚、1男2女をもうけた。1459年にロシズ伯爵がクリスチャンとの結婚を四等親との結婚であるとして離婚を求めると、同年5月16日に一旦仲介がなされたが、22日には離婚が決定された。
- アンドルー（1440年代 – 1478年1月までに没） - 1458年11月16日までに騎士爵に叙爵[1]。エリザベス・シンクレア（Elizabeth Sinclair、1508年ごろ没、初代ケイスネス伯爵ウィリアム・シンクレア（英語版）の娘）と結婚、3男をもうけた[1]。第2代ロシズ伯爵ジョージ・レズリーと第3代ロシズ伯爵ウィリアム・レズリーの父[1]
- エリザベス（1509年5月と1511年8月の間に没） - 1485年10月14日に第3代エロル伯爵ウィリアム・ヘイ（英語版）と婚約、後に正式に結婚して子供をもうけた[1]
- クリスチャン（1492年2月20日以降没） - 1458年4月29日、第2代シンクレア卿ウィリアム・シンクレアと結婚、子供あり[1]

離婚の後、ロシズ伯爵はエリザベス・キャンベル（Elizabeth Campbell、1491年5月17日以降没）と再婚した。